# Collagna

Collagna est un hameau italien de moins de 1 000 habitants, frazione de la nouvelle commune de Ventasso, créée le 1er janvier 2016 par la fusion des territoires des anciennes communes de Busana, Collagna, Ligonchio et Ramiseto, situé dans la province de Reggio d'Émilie, dans la région de l'Émilie-Romagne, dans le nord de l'Italie.

## Administration
| Période                                  | Période  | Identité | Étiquette | Qualité |
| ---------------------------------------- | -------- | -------- | --------- | ------- |
|                                          | En cours |          |           | maire   |
| Les données manquantes sont à compléter. |          |          |           |         |